# Lesław Bartelski
Lesław Marian Bartelski (sinh ngày 8 tháng 9 năm 1920 - mất ngày 27 tháng 3 năm 2006) là một nhà văn người Ba Lan. Ông nổi tiếng nhất với tác phẩm Warsaw Ghetto Thermopolye và tiểu thuyết The Blood-stained Wings.

## Tuổi trẻ
Bartelski sinh tại Warsaw và chủ yếu sống tại đây. Trong Chiến tranh thế giới thứ hai, ông là thành viên của Mật chính Ba Lan (1941-1945) chống lại sự chiếm đóng của Đức Quốc xã. Trong chiến tranh, Bartelski viết bài cho tạp chí ngầm Sztuka i Naród (Art and Nation), đánh dấu khởi đầu của sự nghiệp văn học sau này. Năm 1944, ông là một thành viên của Quân đội Nhà và đã chiến đấu trong cuộc Khởi nghĩa Warsaw.

## Sự nghiệp văn học
Sau chiến tranh, Bartelski theo học luật tại Đại học Warsaw và bắt đầu sự nghiệp viết lách của mình. Ông hoạt động tích cực trong nhiều tổ chức, bao gồm Hiệp hội Nhà văn Ba Lan. Tại đây, ông giữ chức Chủ tịch chi nhánh Warsaw trong giai đoạn 1972-1978. Trong sự nghiệp văn học, Bartelski giành được nhiều giải thưởng cho các tác phẩm của mình, bao gồm Giải thưởng của Bộ trưởng Bộ Quốc phòng (hạng 2) vào năm 1969, Giải thưởng Pietrzak vào các năm 1969 và 1985, Giải thưởng Warsaw vào năm 1969, Giải thưởng của Bộ trưởng Văn hóa và Nghệ thuật (hạng 1) vào năm 1977, Giải thưởng của Chủ tịch thành phố Warsaw vào năm 1990 và Giải thưởng Reymont vào năm 1988.

## Ấn phẩm
- - 1951 – Ludzie zza rzeki (People Behind the River)
  - 1958 – Pejzaż dwukrotny (Double Landscape)
  - 1962 – Złota mahmudija (Golden Mahmudiha)
  - 1964 – Wodorosty (Seaweeds)
  - 1968 – Dialog z cieniem (Dialogue with a Shadow)
  - 1973 – Niedziela bez dzwonów (Sunday without Bells)
  - 1975 – Krwawe skrzydła (The Blood-stained Wings)
  - 1978 – Rajski ogród (The Garden of Eden)